# Хозяинова, Наталья Семёновна
Наталья Семёновна Хозяинова (род. 29 сентября 1973 года, Печора, Коми АССР, РСФСР, СССР) — российский государственный деятель, глава МО ГО «Сыктывкар» — руководитель администрации с 10 декабря 2019 года.

## Биография
Родилась в Печоре, куда родители приехали на комсомольскую стройку. Мать родом из Татарстана, отец — из Архангельской области. Впервые оказалась в Сыктывкаре, когда приехала поступать в университет. В 1995 году окончила Сыктывкарский государственный университет по специальности «Экономика и социология труда».

## Карьера
В 1995—1998 годах — экономист в ФГУП «Комиавиатранс».
В 1999—2004 годах — в промышленном холдинге «Юнайтед Панел Групп» (в его составе «Жешартский фанерный комбинат»).
В 2004—2005 годах — руководитель логистической службы ООО «АСПЭК-Лес».
В 2005—2006 годах — заместитель директора департамента ООО ЦТД «Русские автобусы» в группе компаний «ГАЗ», курировала производство больших автобусов марки «ЛиАЗ».
В 2006—2007 годах — главный специалист сектора бухгалтерского учёта Управления государственной вневедомственной экспертизы Министерства архитектуры, строительства и коммунального хозяйства Республики Коми.
В 2007—2011 годах — руководитель секретариата заместителя Главы Республики Коми Администрации Главы и Правительства Республики Коми.
В 2011—2015 годах — заместитель главы администрации Сыктывкара.
В 2015 — апреле 2017 года — первый заместителем министра имущественных и земельных отношений Коми.
С 17 апреля 2017 — первый заместитель главы администрации Сыктывкара по вопросам экономики, имущественных отношений, архитектуры, городского строительства, землепользования и жилищной политики.
5 июля 2019 — решением Совета города назначена исполняющим обязанности главы МО ГО «Сыктывкар» — руководителя администрации.
10 декабря 2019 — решением Совета города назначена главой МО ГО «Сыктывкар» – руководителем администрации.
11 августа 2022 — на внеочередном заседании решением Совета города принята досрочная отставка мэра в связи с переходом на работу в Правительство Республики Коми.

## Личная жизнь
Воспитывает единственного сына.

## Награды
Имеет Знак отличия Республики Коми «За безупречную службу Республике Коми» (2012), благодарности и почётные грамоты республиканского и муниципального уровней.